# Gilda
Pour les articles homonymes, voir Gilda (homonymie).
Pour plus de détails, voir Fiche technique et Distribution.
Gilda est un film américain réalisé par Charles Vidor, sorti en 1946. C'est le troisième des quatre films dans lequel Vidor dirige Rita Hayworth, film qui fait de l'actrice un mythique « sex symbol » et constitue l'apogée de sa carrière.
En 2013, le film est inscrit au National Film Registry.

## Synopsis
Johnny Farrell, joueur professionnel, débarque à Buenos Aires, en Argentine. Il se lie d'amitié avec Ballin Mundson, le propriétaire d'un casino, dont il devient l'associé. À l'issue d'un voyage d'affaires, Ballin revient, accompagné de celle qu'il vient d'épouser : l'extraordinaire Gilda. Le hasard et la prédestination veulent qu'elle soit une ex-compagne de Farrell. Ballin confie à Farrell la garde de Gilda. L'ancien amour renaît de ses cendres mais Farrell est en proie à la haine, la jalousie. Ballin, quant à lui, assoiffé de pouvoir, prépare l'organisation d'un trust international visant le monopole mondial du commerce d'un métal rare : le tungstène. Il réunit autour de lui un cartel d'hommes d'affaires, organisation secrète dont il est le chef.
La passion qui le lie à Gilda, lui fait commettre des erreurs qui ruinent son plan. Pour échapper à la police il fait croire à sa mort dans un accident d'avion. Gilda, veuve de Ballin, épouse Farrell en secondes noces. Ce dernier prend la succession de Ballin à la tête du cartel du tungstène. Il accuse Gilda d'infidélité, et lui reproche de ne pas respecter la mémoire de son défunt mari. Gilda provoque alors Farrell et démontre à tous qu'elle est effectivement cette épouse infidèle qu'il a lui-même épousée. Ballin, que l'on croyait mort, resurgit. Il menace d'éliminer Farrell et Gilda. Mais Ballin est tué in extremis par Oncle Pio, l'employé-philosophe du casino et ange-gardien de Gilda. Farrell s'apprête à se dénoncer, mais la police se désintéresse du meurtre d'un homme déjà déclaré mort. Gilda et Farrell se réconcilient et rentrent chez eux à New York.

## Fiche technique
- Titre original : Gilda
- Titre français : Gilda
- Réalisation : Charles Vidor
- Scénario : Jo Eisinger, Marion Parsonnet et Ben Hecht (non crédité) d'après une histoire de E.A. Ellington
- Production : Virginia Van Upp
- Photographie : Rudolph Maté
- Montage : Charles Nelson
- Direction artistique : Stephen Goosson et Van Nest Polglase
- Décors : Robert Priestley
- Effets visuels : Lawrence W. Butler (non crédité)
- Costumes : Jean Louis
- Musique : Hugo Friedhofer (non crédité)
  - Direction musicale : Marlin Skiles et Morris Stoloff
  - Musiques additionnelles : George Duning et Victor Schertzinger (non crédités)
- Chorégraphie : Jack Cole (non crédité)
- Société de production et de distribution : Columbia Pictures
- Pays d'origine :  États-Unis
- Langues originales : anglais, espagnol, français, allemand
- Format : noir et blanc - 35 mm - 1,37:1 - son mono (Western Electric Mirrophonic Recording)
- Genre : film noir
- Durée : 110 minutes
- Dates de sortie :
  - États-Unis : 14 mars 1946 (première)
  - États-Unis : 25 avril 1946 (sortie nationale)
  - Royaume-Uni : 21 avril 1946
  - France : 28 mai 1947
- Affiches : Robert Coburn (États-Unis), Boris Grinsson (France)

## Distribution

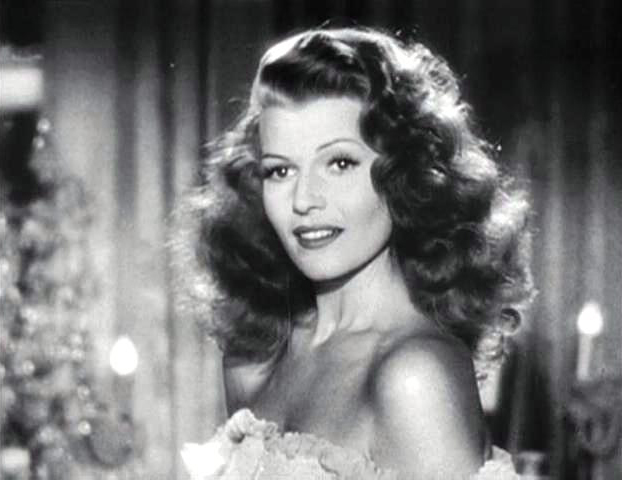
Rita Hayworth dans le film.

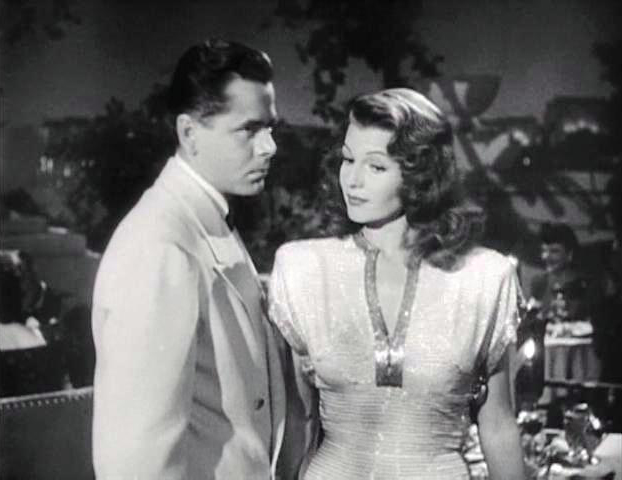
Glenn Ford et Rita Hayworth dans le film.

- Rita Hayworth (VF : Raymonde Devarennes) : Gilda Mundson Farrell
- Glenn Ford (VF : Raoul Curet) : Johnny Farrell
- George Macready (VF : Richard Francoeur) : Ballin Mundson
- Joseph Calleia (VF : René Hiéronimus) : l'inspecteur Maurice Obregon
- Steven Geray (VF :  Camille Guérini) : Oncle Pio
- Joe Sawyer (VF : Jean Daurand) : Casey
- Gerald Mohr (VF : Pierre Salas) : le capitaine Delgado
- Mark Roberts : Gabe Evans
- Ludwig Donath (VF : Howard Vernon) : un membre allemand du cartel
- Don Douglas : Thomas Langford

Et, parmi les acteurs non crédités :
- Symona Boniface : une joueuse à une table de roulette
- Eugene Borden : un croupier de blackjack
- Argentina Brunetti : une femme
- Eduardo Ciannelli (VF : Howard Vernon) : un membre du cartel
- Jean De Briac : un membre français du cartel
- Leander de Cordova : un domestique
- Jean Del Val : un membre français du cartel
- Sam Flint : un membre américain du cartel
- Bess Flowers : une joueuse à une table de roulette
- Lew Harvey : un policier
- Stuart Holmes : un joueur à une table de baccara
- Rodolfo Hoyos Jr. : le rustre
- George J. Lewis : Huerta
- Saul Martell : le petit homme
- Frank Mayo : un joueur
- John Merton : un policier
- Rosa Rey : Maria
- Ruth Roman : une fille
- Lionel Royce : un Allemand
- Philip Van Zandt : un membre du cartel
- Blackie Whiteford : un spectateur de la partie de craps
- Anita Ellis (VF : Louise Étienne) : doublure chant de Rita Hayworth (voix)

## Production

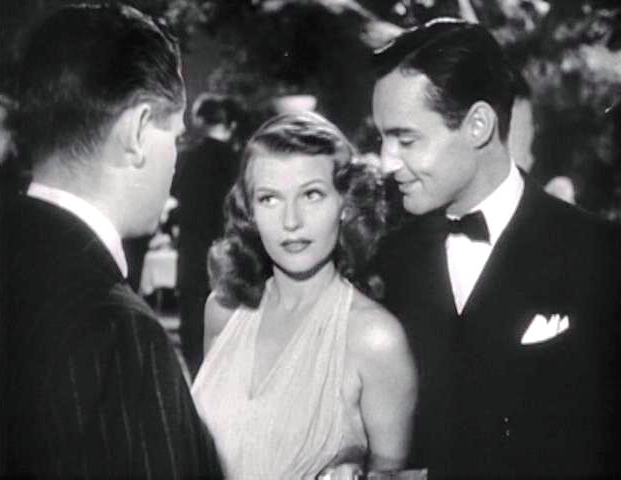
Glenn Ford, Rita Hayworth et Mark Roberts.

Tourné au lendemain de la Seconde Guerre mondiale, le film est entièrement dédié à la gloire de la vedette de la Columbia, Rita Hayworth. Après deux ans d'absence, principalement consacrés à la naissance de sa fille Rebecca, elle fit savoir sa volonté de revenir sur les écrans.
Harry Cohn, directeur de la Columbia, mit alors en chantier un film bâti uniquement autour d'elle. La production ne disposant pas d'un scénario complet, Gilda fut construit au jour le jour, comme le film de Michael Curtiz, Casablanca.

« le film a réellement débuté sans scénario. Les pages arrivaient pratiquement le matin du tournage ; elles se succédaient alors que nous avancions. »

— Jack Cole

### Scénario
Une première version du scénario, d'après un récit de E. A. Ellington, avait été écrite par Marion Parsonnet et remaniée par la suite par la productrice Virginia Van Upp (qui avait déjà écrit un autre succès de Hayworth, La Reine de Broadway). De nouvelles scènes et de nouveaux dialogues furent ajoutés en cours de tournage. Les deux numéros musicaux Put the Blame on Mame et Amado mio furent réalisés à la fin du tournage et une partie des dialogues fut encore remaniée.

### Tournage
| |  |  |
| Madame X de John Singer Sargent (1884) et Rita Hayworth dans Gilda, portant la robe inspirée du tableau (1946). |  |  |

La photographie en noir et blanc de Rudolph Maté avec ses effets contrastés en font un des sommets du film noir. Les numéros musicaux, les décors somptueux et les costumes de Jean Louis, contribuèrent également au succès du film.
Dans une scène devenue morceau d'anthologie, Rita Hayworth, vêtue d’un fourreau de satin noir, retire ses longs gants en chantant l’incendiaire chanson Put the Blame on Mame : le dénudement progressif des mains qui suggère un « strip-tease » intégral en biaisant la censure du code Hays, reste un des sommets de l’érotisme au cinéma. Comme pour Amado mio, c'est Anita Ellis qui lui prête sa voix. Mais plus tôt dans le film, c'est bien Rita Hayworth qui chante la version de Put the Blame on Mame avec guitare. La chorégraphie qui accompagne le numéro musical est créée par le chorégraphe de Rita Hayworth, Jack Cole, à partir d'un réel numéro de strip-tease de la comédienne burlesque Charmaine. Pour ce même numéro musical, le couturier Jean-Louis s'inspire de la robe visible sur le tableau de John Singer Sargent intitulé de façon informelle Madame X pour créer la robe fourreau qui laisse nues les épaules de l'actrice.

## Accueil

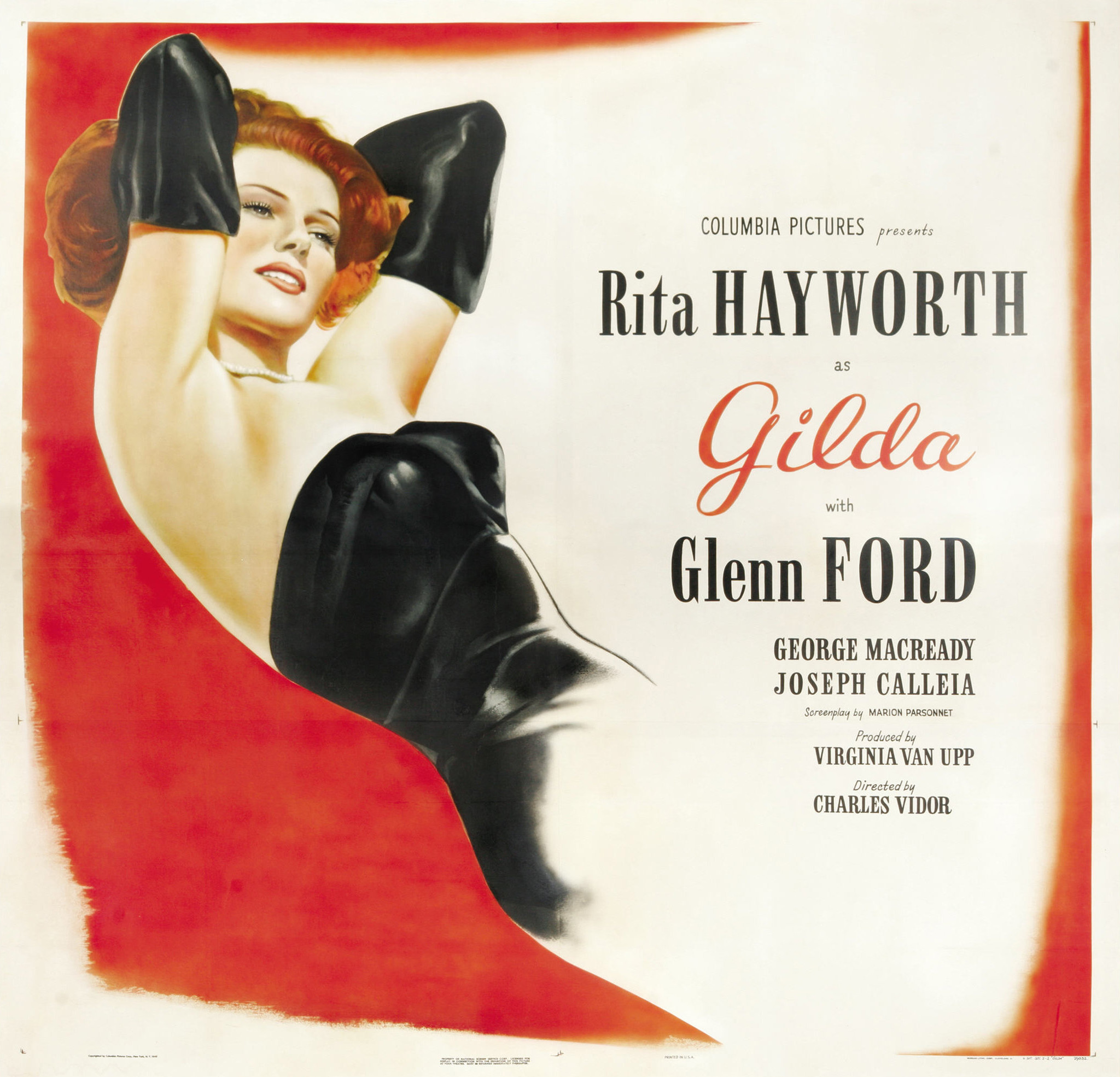
Affiche alternative du film.

L'affiche originale du film portait le slogan « There NEVER was a woman like Gilda! » (littéralement « Il n'y a jamais eu une femme comme Gilda ! »). Le film est immédiatement un succès retentissant : aux États-Unis, il rapporte 3,75 millions de dollars de recette dès sa première sortie !

## Distinctions
Le film a été présenté en sélection officielle en compétition au Festival de Cannes 1946.

## Autour du film
Le nom « Gilda » a été inscrit sur l'une des bombes atomiques testées en 1946 sur l'atoll de Bikini, et une photo de « Gilda » a été collée sur l'engin.